# Vrata (Romania)
Vrata è un comune della Romania di 2169 abitanti, ubicato nel distretto di Mehedinți, nella regione storica dell'Oltenia. 
Il comune è formato dall'unione di 8 villaggi: Cotoroaia, Lac, Ruptura, Sperlești, Țițirigi, Valea Bună, Voloiac, Voloicel.